# Cal Quinze
Cal Quinze és una obra de Ripoll protegida com a Bé Cultural d'Interès Local.

## Descripció
L'accés principal a la finca es fa per la carretera d'Olot. Hi ha sis edificis, d'aquests dos estan destinats a coberts o garatges i la resta són habitatges, la majoria de segona residència. La casa més pròxima a la carretera és el mas originari que dona nom a la finca. La finca té arbres de diversa tipologia, especialment en els accessos a les cases.